# Onlooker Nunatak
Onlooker Nunatak är en nunatak i Antarktis. Den ligger i Östantarktis. Nya Zeeland gör anspråk på området. Toppen på Onlooker Nunatak är 1 002 meter över havet, eller 3 meter över den omgivande terrängen. Bredden vid basen är 0,94 km.
Terrängen runt Onlooker Nunatak är lite kuperad. Trakten är obefolkad. Det finns inga samhällen i närheten.